# Kees Droogleever Fortuyn

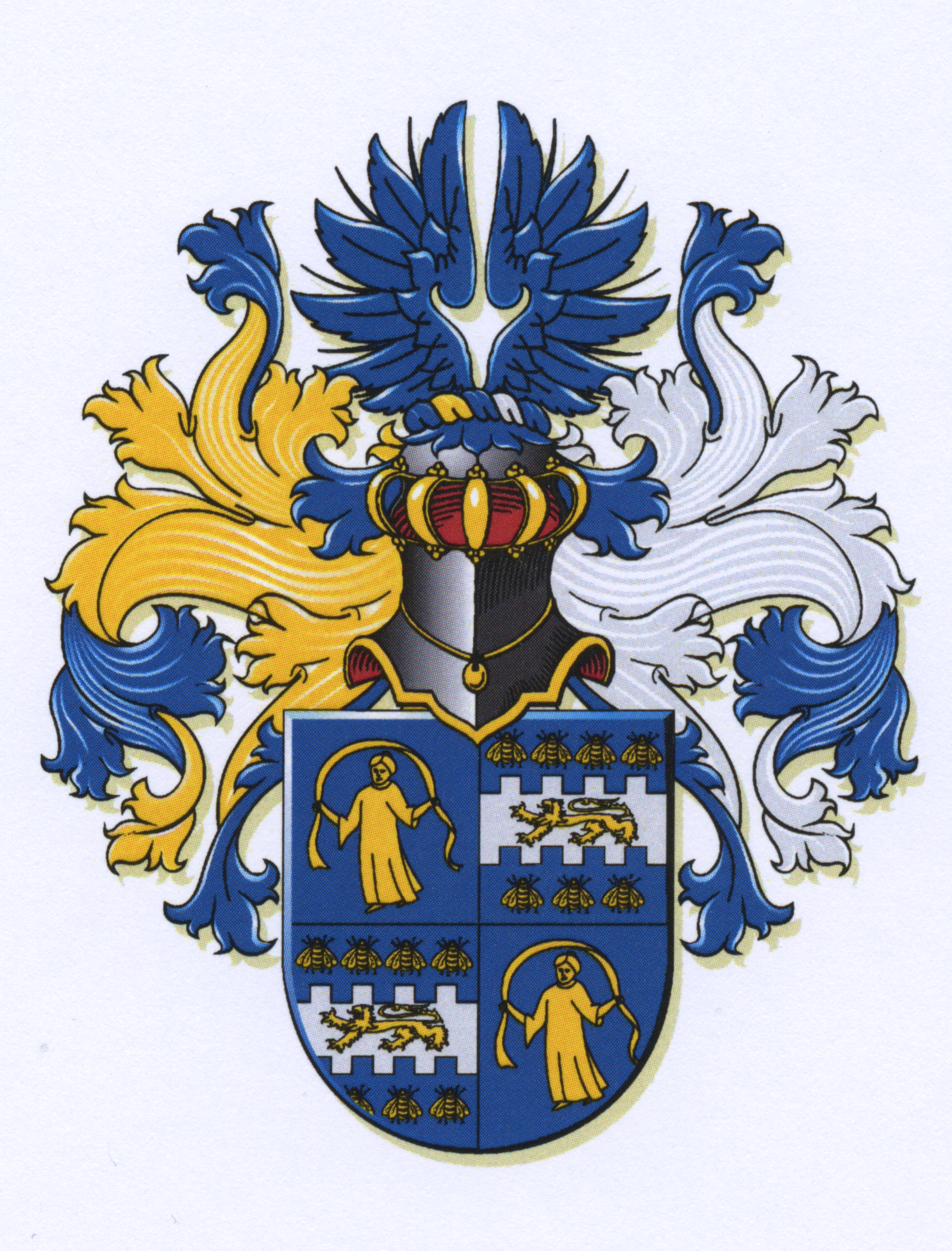
Het familiewapen van de familie Droogleever Fortuyn

Cornelis (Kees) Droogleever Fortuyn (Amsterdam, 10 april 1922 - Mauthausen, 6 september 1944) zat bij het verzet tijdens de Tweede Wereldoorlog. 
Kees Droogleever Fortuyn wilde in Leiden gaan studeren. Toen hij aankwam, waren enkele Leidse corpsleden al naar Engeland ontsnapt. Zo waren Karel Michielsen, Fred Vas Nunes en Kees van Eendenburg al in juli 1940 in een 12-voets jol de Noordzee overgestoken.

## Engelandvaarder
Kees Droogleever Fortuyn besloot met Louis d'Aulnis ook naar Londen te gaan. Via de Van Niftrik-route en Antwerpen kwamen ze in Frankrijk. Daar namen ze de trein naar Toulouse. D'Aulnis had boerenkleren aan en een alpinopet op, maar Droogleever Fortuyn zag er als een vreemdeling uit. Hij was hoogblond en liep in jasje-dasje, zoals hij gewend was in Leiden. Bij een Duitse controle in de trein werd hem gevraagd waarheen zijn reis ging en of hij voor De Gaulle was. D'Aulnis zag een medaille waaruit bleek dat de Duitser in de Eerste Wereldoorlog had gevochten en gaf daar commentaar op. Hierna zei de Duitser: "ik zal u pas in Toulon arresteren", waardoor ze de kans kregen een station eerder uit te stappen.
Ze staken de Pyreneeën te voet over. In Spanje werden ze gevangengenomen en kwamen via Barcelona terecht in het Castello de Figueras in Cervera. Op 29 april werden ze overgeplaatst naar het concentratiekamp in Miranda de Ebro. Hier ontmoetten ze onder anderen Loek Labruyère, die zich als Engelsman voordeed, en Piet Kerssens. Na zeven weken werden ze met enkele medegevangenen afgehaald door een ambtenaar van de Engelse ambassade. Deze bracht de groep per trein naar de Nederlandse ambassade in Madrid. Eindelijk voelden zij zich vrij.
D'Aulnis en Droogleever Fortuyn moesten wachten op een uitreisvisum en bleven vijf maanden in Madrid. Ze besloten niet langer te wachten en vertrokken op 12 december in een Engelse open vrachtauto naar Sevilla, waar de Nederlandse honorair consul Albert de Voogd hen onderdak verleende. Op 26 december 1941 voeren zij naar Gibraltar. Aan boord van het Poolse passagiersschip Batory vervolgden zij hun reis. Op 4 januari 1942 landden zij in Glasgow en niet veel later arriveerden zij in Londen. Daar werden beide Engelandvaarders eerst grondig verhoord en daarna bij MI6 opgeleid.

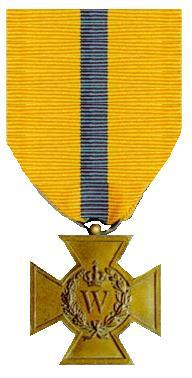
Bronzen Kruis

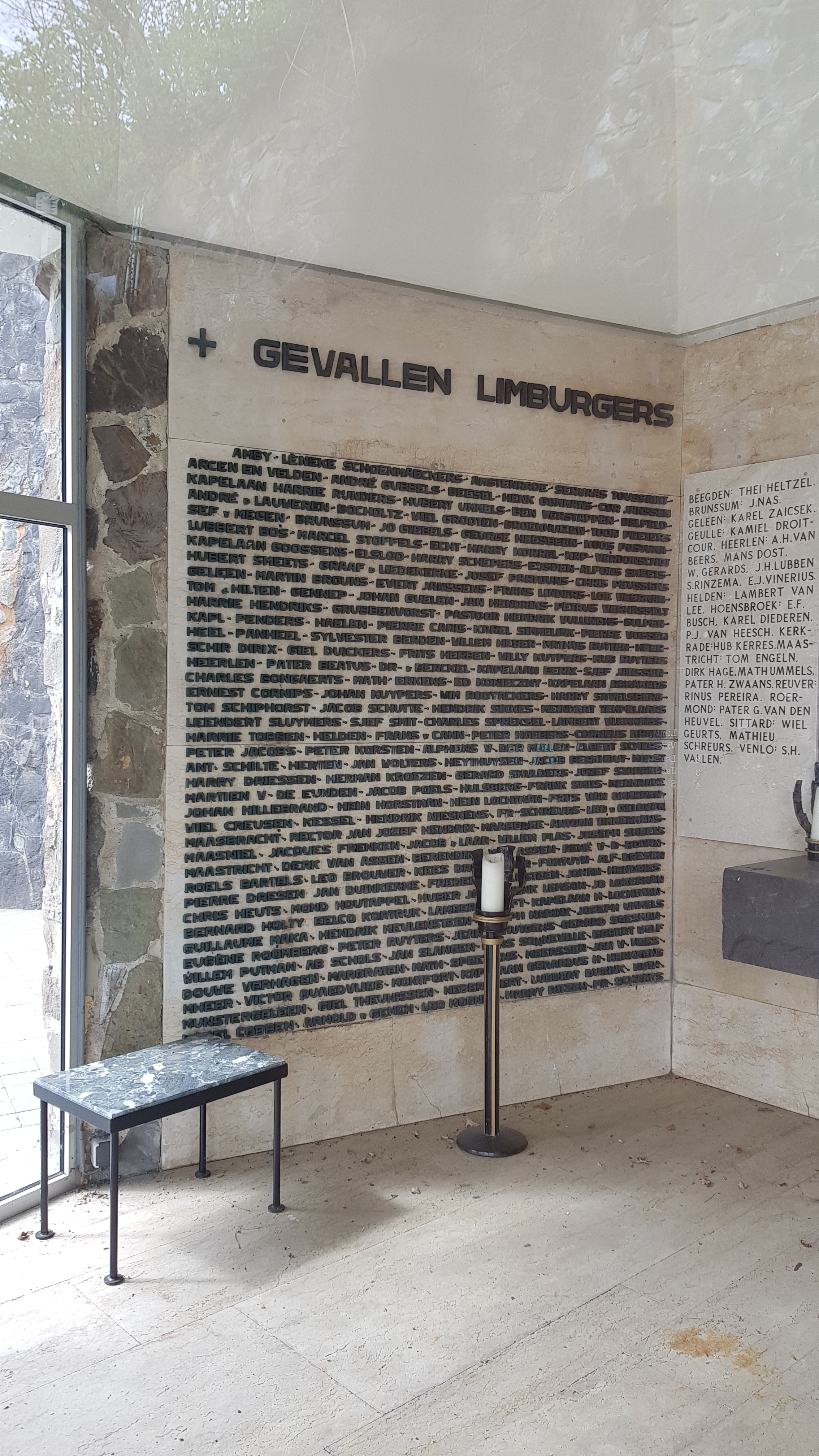
Provinciaal Verzetsmonument, gesneuvelde verzetsmensen uit Limburg

## Dropping
Droogleever Fortuyn werd in de nacht van 24 op 25 september 1942 gedropt bij Balloo in Drenthe om de marconist te worden van Karel Beukema toe Water, die diezelfde nacht gedropt werd in Rijssen, Overijssel. Beiden werden na hun landing meteen gearresteerd als gevolg van het Englandspiel. Zij werden in Mauthausen gefusilleerd, Droogleever Fortuyn op 6 september 1944, Beukema een dag later.
Zijn ouders W. Droogleever Fortuyn en A. Droogleever Fortuyn - van Rijckevorsel woonden op het Keizer Karelplein in Maastricht, zij hadden ook nog een dochter, Mia.
Zijn naam is vermeld in de lijst van gesneuvelde Limburgse verzetsstrijders die is te zien in het Provinciaal verzetsmonument Limburg.
In 1953 kreeg hij postuum het Bronzen Kruis.